# Dededo
Dededo ist mit 45.000 Einwohnern die bevölkerungsreichste Siedlung auf Guam und dessen Schulzentrum.

## Geographie
Dededo liegt im nördlichen Teil der Pazifik-Insel und ist in mehrere Bereiche gegliedert. Dazu gehören:
- Liguan Terrace, Kaiser, Y-Paopao,
- Sagan Y-Papao, Astumbo, Fern Terrace
- Harmon Gardens, Harmon Court, Macheche Village,
- Benson Village, Standard Group, Finegayan,
- Ukudo, Asadas und Wusstig.

## Geschichte
Vor dem Zweiten Weltkrieg befand sich der Ort am Fuße des Macheche Hill an der Straße Nr. 16. Nachdem das Dorf im Krieg zerstört wurde, siedelte das Naval Government die Bewohner an der jetzigen Stelle an. 1962 zerstörte der Taifun Karen die meisten der bis dahin ortstypischen Holzhäuser. Unter Mithilfe der Behörden wurden für die Familien neue Gebäude errichtet.

### Name
Der Name des ehemaligen Dorfes Dededo kann auf zwei Bedeutungen zurückgeführt werden, wobei man sich nicht einig ist, welche zutrifft.
- Dededo bedeutet so viel wie zwei Finger in einem alten, nicht mehr gebräuchlichen Maßsystem.
- Möglicherweise stammt der Name aber auch von dem Begriff dedeggo, der eine Person beschreibt, die sich leise auf Zehenspitzen fortbewegt.[1]

## Persönlichkeiten
- Regine Tugade (* 1998), Leichtathletin